# Bovet Fleurier
Bovet Fleurier ist eine Schweizer Luxusuhrenmarke, die am 1. Mai 1822 in London, Vereinigtes Königreich, von Édouard Bovet gegründet wurde. Sie ist vor allem für ihre Taschenuhren bekannt, die im 19. Jahrhundert für den chinesischen Markt hergestellt wurden. Heute stellt das Unternehmen künstlerische Uhren der Spitzenklasse her (Preise zwischen 18'000 und 2,5 Millionen US-Dollar), deren Stil sich auf die Geschichte des Unternehmens bezieht.
Das Unternehmen ist bekannt für seine hochwertigen Zifferblätter (wie bei den Fleurier-Miniature-Painting-Modellen), Gravuren und sein 7-Tage-Tourbillon. Die ursprünglichen Bovet-Uhren gehörten auch zu den ersten, die die Schönheit ihrer Werke mit skelettierten Ansichten und hochdekorativen Uhrwerken betonten und die mit einem Sekundenzeiger ausgestattet waren. Das Unternehmen beschäftigt traditionell Handwerkerinnen, was bei traditionellen Uhrenherstellern in Europa selten ist. Derzeitiger Eigentümer ist Pascal Raffy. Die Firma hat heute ihren Sitz in Genf.

## Geschichte

### Fleurier, Heimat von Bovet
Die Uhrmacherei wurde 1730 von Daniel-Jean-Jacques-Henri Vaucher, einem Lehrling von Daniel Jeanrichard, in Fleurier eingeführt. Zu dieser Zeit war die Gegend für die Metallverarbeitung bekannt, eine natürliche Folge der Eisenvorkommen, die hier im 15. Jahrhundert entdeckt worden waren. Die Uhrenherstellung florierte in und um Fleurier im späten 18. Jahrhundert, aber da die Produktion auf Kredit für die internationalen Märkte verkauft wurde, wurden die Preise unterboten, und die wirtschaftliche Destabilisierung durch die Napoleonischen Kriege führte zu einem deutlichen Rückgang der Uhrenherstellung in der Region. Mitte des 19. Jahrhunderts wurden in Fleurier fast ausschliesslich Uhren für den chinesischen Markt hergestellt, während der heutige Ruf der Gemeinde als Zentrum der Uhrenherstellung auf die Bovet-Uhren zurückzuführen ist.

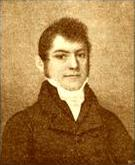
Édouard Bovet (1797–1849), Gründer von Bovet Fleurier

### Der Gründer
Édouard Bovet (1797–1849) war der Sohn des Uhrmachers Jean-Frédéric Bovet. Er erlernte das Handwerk bei seinem Vater in Fleurier, verliess aber 1814 aus politischen Gründen zusammen mit zwei seiner Brüder, Alphonse und Frédéric, seine Heimat, um in London Uhrmacherei zu studieren. Nachdem er einige Jahre in der Stadt bei der Firma Ilbery & Magniac gelernt hatte, schickte Magniac Bovet 1818 nach Kanton, China. Kaum angekommen, konnte er vier seiner Uhren für die damals horrende Summe von 10'000 Franken verkaufen (heutiger Wert umgerechnet ca. 1 Mio. US-Dollar).

### Das 19. Jahrhundert: Die Gründung des Unternehmens und China
1822 beschloss Édouard Bovet, sich selbständig zu machen, und er unterzeichnete am 1. Mai 1822 zusammen mit seinen Brüdern Frédéric und Alphonse, die in London ansässig waren, und Gustave, der in Fleurier geblieben war, einen Kollektivvertrag, um Uhren ausschliesslich für den chinesischen Markt zu produzieren. Einige Uhrenhistoriker glauben, dass die Firma in London gegründet wurde, weil es einfach war, Uhren mit den häufigen Schiffen der East India Company nach China zu verschiffen. Édouards Brüder Alphonse und Frédéric blieben in London, um die Verschiffung zu leiten; ein weiterer Bruder, Charles-Henri, leitete die Produktion in Fleurier, während Édouard den Markt in Kanton entwickelte.
Bovet war weder das erste noch das letzte Unternehmen, das den chinesischen Uhrenmarkt ins Visier nahm. Sie teilten ihn sich mit Ilbery, Jacques Ullmann und Vacheron Constantin, um nur einige zu nennen. Édouard Bovet entdeckte das Potenzial des chinesischen Marktes als Schüler von Ilbery in London, von dem er einige Designideen übernahm. Während Vacheron Constantin ab 1820 den Markt im kaiserlichen Nordchina beherrschte, blieb Bovet Marktführer im bevölkerungsreicheren Süden des Landes. Obwohl der chinesische Uhrenmarkt des 19. Jahrhunderts bereits seit dem 15. Jahrhundert von einigen jesuitischen Uhrmachern beherrscht wurde, war die Qualität der chinesischen Uhren zu Beginn des 19. Jahrhunderts so schlecht, dass die europäischen Uhren rasch geschätzt wurden.

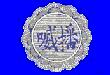
Das chinesische Logo/Markenzeichen von Bovet, ausgesprochen bo wei

Trotz ihrem hohen Preis waren die Bovet-Uhren in China sehr beliebt, was dazu führte, dass das Unternehmen Verträge mit anderen Schweizer Herstellern wie Guinand abschliessen musste, um die Nachfrage zu befriedigen. Obwohl Juvet Fleurier ebenfalls Uhren in China verkaufte, war es nicht ungewöhnlich, Bovet-Uhren mit einem Juvet-Werk anzutreffen. In den 1830er Jahren errichtete Bovet eine Produktionsstätte in Kanton, musste diese aber aufgrund der Beschränkungen durch die Opiumkriege schliessen und eine kleinere Fabrik in Macau eröffnen. Zu dieser Zeit schuf das Unternehmen einen chinesischen Namen, um die Mittelschicht besser ansprechen zu können. Der chinesische Name für Bovet, Bo Wei, wurde in China für viele Jahre zu einer gängigen Bezeichnung für Uhren allgemein.
Der chinesische Uhrenmarkt brach um 1855 wegen der Konkurrenz aus Frankreich und den Vereinigten Staaten sowie der enormen Zahl der in China hergestellten Fälschungen zusammen. 1864 veranlassten die durch den Opiumkrieg verursachten Probleme die Familie Bovet, ihre Anteile am Unternehmen zu verkaufen. Sie verkauften das Unternehmen an ihre Fertigungsinspektoren in Fleurier, Jules Jequier und Ernest Bobillier, denen sich bald Ami Leuba anschloss.
Seit 2013 erzielen die für den chinesischen Markt hergestellten Uhren dieses und anderer Hersteller wie William Ilbery aus London hohe Preise als Sammlerobjekte.

### Ins 20. Jahrhundert: Jenseits von China
Nach der faktischen Schliessung des chinesischen Marktes setzte Bovet die Herstellung von Taschenuhren fort, wenn auch in stark reduziertem Umfang, und bot seine Fertigungsdienste häufig anderen Uhrenunternehmen auf Vertragsbasis an. Die Landry Frères kauften Bovet 1888, investierten aber nicht in das Unternehmen. 1901 wurde die Marke Bovet in Paris an César und Charles Leuba, die Söhne von Ami Leuba, versteigert. Jacques Ullmann & Co., ein weiterer erfolgreicher Hersteller von Uhren für den chinesischen Markt, kaufte 1918 die Marke Bovet. Nachdem Jacques Ullmann 1932 das Geschäft aufgegeben hatte, wurde der Name Bovet von den erfolgreichen Uhrmachern Albert und Jean Bovet übernommen, die mehrere Patente für Chronographen anmeldeten, wie z. B. den Mono Rattrapante: eine Vorrichtung, die den Sekundenzeiger für eine Ablesung anhielt, während der Mechanismus weiterlief. Das Unternehmen Favre-Leuba erwarb 1948 den Namen und die Produktionsanlagen von den Brüdern Bovet.
Favre-Leuba stellte 1950 die Produktion von Bovet-Uhren ein und fertigte nur noch eigene Markenuhren in den von den Brüdern Bovet erworbenen Anlagen. Favre-Leuba verkaufte die Marke Bovet und die Anlagen 1966 an eine Genossenschaft einzelner Uhrenhersteller.

### Das moderne Unternehmen
1989 kaufte Parmigiani Fleurier die Firma Bovet und liess die Marke für «alle Uhrmacherprodukte, mechanische Uhren und Marineinstrumente schweizerischen Ursprungs» eintragen. Parmigiani verkaufte Bovet 1990 an Investoren, und die Bovet Fleurier S.A. wurde gegründet. Das Unternehmen stellte jedoch keine Uhren mehr her, bis es 1994 von Roger Guye und Thierry Oulevay übernommen wurde, die eine Niederlassung in Genf eröffneten.
Am 6. Februar 2001 wurde das Unternehmen von Pascal Raffy, dem heutigen Präsidenten, übernommen. Im Juni 2006 kaufte Raffy mehrere Produktionsstrukturen, darunter die STT-Gruppe, die komplizierte Uhrwerke herstellte, um eine vollständige Kontrolle über die Qualität aller Phasen der Uhrenherstellung zu erhalten. STT wurde in Dimier 1738 Manufacture de Haute Horlogerie Artisanale umbenannt und in den folgenden zwei Jahren vollständig umstrukturiert, um die Standards an die von Bovet anzugleichen. Der zweite Kauf war die Manufaktur Valor, Lopez et Villa für Zifferblätter und Edelsteine mit Sitz in Plan-les-Ouates in Genf. Der Name wurde ebenfalls geändert, in Dimier 1738 Manufacture Artisanale de Cadrans et de Sertissages. Mit der gleichen Philosophie wie die Uhrwerkfabrik machte Raffy diese Manufaktur zu einem handwerklichen Zentrum, das Zifferblätter für Bovet, die Uhrenmarke von Dimier, und eine ausgewählte Gruppe von Kunden aus der Luxusuhrenindustrie herstellt. Bovet Fleurier S.A. und die Manufakturen von Dimier beschäftigen derzeit etwa 150 Mitarbeiter, und das Unternehmen stellt jährlich nur 800 Uhren her. Einige moderne Bovet-Uhren sind mit Mechanismen der Manufaktur Vaucher ausgestattet, die im 19. Jahrhundert auch den chinesischen Markt mit Uhren beliefert hatte. Bovet gibt sehr wenig für Werbung aus und zieht es vor, private Salons für Kunden zu veranstalten, anstatt an öffentlichen Messen teilzunehmen. Etwa ein Drittel der hergestellten Uhren sind Einzelstücke, die auf Bestellung gefertigt werden.
2020 trat die Tochter Raffys, Audrey Raffy, ins Unternehmen ein.

## Uhren

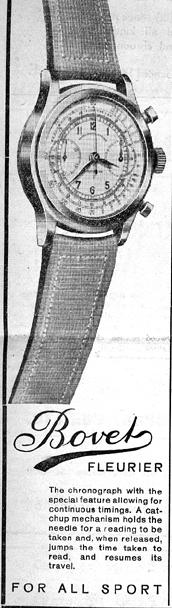
Eine Werbung für einen Bovet-Frères-Chronographen aus dem Jahr 1944, in der die Mono-Rattrapante beschrieben wird. Man beachte den Unterschied im Logo zum Bovet Favre-Leuba.

### Das Erbe des Bovet-Stils
Die Bovet-Uhren weisen viele künstlerische Details auf, und das Unternehmen lässt den Kunsthandwerkern bei der Gestaltung der Uhrenelemente viel Freiraum, um die Kreativität zu fördern. Die chinesischen Uhren wurden ursprünglich paarweise in einer Mahagonischachtel verkauft, zum einen als Glücksbringer, zum anderen, um im Falle einer Reparatur eine zweite Uhr zur Verfügung zu haben, da Reparaturen manchmal mehr als sechs Monate in Anspruch nahmen. Die Designmerkmale der Uhr betonten die Elemente, die den chinesischen Kunden ansprachen.
Eines dieser ansprechenden Merkmale war die Mechanik von Uhren, und so betonte Bovet mit seinen skelettierten Gehäusen und hochdekorativen Uhrwerken die Schönheit der Uhren – die ersten Uhren, die diese Merkmale auf diese Weise hervorhoben. Aus demselben Grund gehörten die Uhren auch zu den ersten, die einen Sekundenzeiger enthielten. Die Emailverzierungen zeigten in der Regel europäische Szenen oder Pflanzen, was die Uhren für die chinesischen Kunden noch attraktiver machte, da solche Bilder für sie ebenso exotisch waren wie die in Europa hergestellten Uhren selbst.
Die originalen chinesischen Bovet-Uhren erzielen oft einen Preis von mehr als 300'000 US-Dollar für die dekorativsten Modelle und mehr als 50'000 US-Dollar für die einfacheren Modelle. Die einfachsten chinesischen Metalluhren in mässigem Zustand werden in der Regel für mindestens 500 US-Dollar verkauft. Replikate sind im Internet immer häufiger zu finden, und während es sich bei einigen von ihnen um Fälschungen handelt, die im 19. Jahrhundert in China hergestellt wurden, sind auch einige modernere Fälschungen aufgetaucht, insbesondere auf den Märkten in Europa und auf eBay.

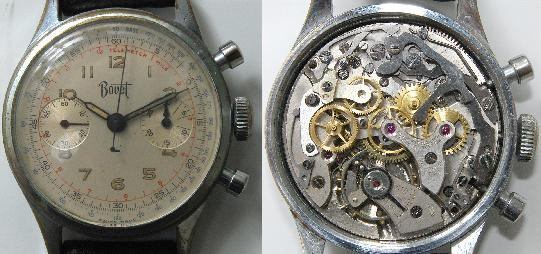
Ein Favre-Leuba-Bovet-Chronograph, wahrscheinlich 1949 hergestellt, mit dem 17-Steine-Uhrwerk Kaliber 51 von Landeron

### Die Chronographen
Die Uhren der Marke Bovet, die von Bovet Frères in den frühen 1940er Jahren (und möglicherweise schon in den 1930er Jahren) und von Favre-Leuba von 1948 bis 1950 verkauft wurden, enthielten eine Reihe von Ébauches, d. h. Rohwerken, die von anderen Unternehmen hergestellt wurden. Ursprünglich enthielt die Signatur oder das Logo auf dem Zifferblatt der Bovet-Frères-Uhren lediglich den Firmennamen in normaler Schrift, aber in den frühen 1940er Jahren trugen die Uhren ihr stilisiertes Logo ohne das «Frères». Als Favre-Leuba das Unternehmen aufkaufte, wurde das stilisierte Logo durch den einfachen Schriftzug «Bovet» in normaler Schrift und dann durch ein stilisiertes «Bovet» ersetzt. In der Übergangsphase, kurz bevor die Uhren von Favre-Leuba nicht mehr die Marke Bovet trugen, trugen die im Werk von Bovet montierten Uhren sowohl den Namen von Favre-Leuba als auch von Bovet.
Die in dieser Zeit am häufigsten verwendeten Ébauches waren die von der Ébauches SA (heute ETA SA) hergestellten Kaliber, nämlich die Valjoux- und die Landeron-Kaliber. Das 17-steinige Valjoux-84-Hebelwerk mit Spindelaufzug war das gebräuchlichste Valjoux-Werk für die Bovet-Chronographen, aber manchmal wurde auch das Kaliber 77 verwendet. Die Landeron-Uhrwerke waren vielfältiger und umfassten die Kaliber 47, 48, 51, 57, 59, 80, 81, und für die seltenen Datums- und Mondphasenmodelle wurde das Landeron 186 verwendet. Die meisten Uhren von Bovet Frères enthielten hochwertige Valjoux-Uhrwerke, während die meisten Uhren von Favre-Leuba Landeron-Uhrwerke von geringerer Qualität enthielten. Diese Chronographen wurden in grossen Stückzahlen hergestellt und sind ziemlich häufig im Internet zu finden. Dies war eine kommerzielle Abweichung von der Bovet-Identität, die in der Geschichte von Bovet einzigartig ist, da das Unternehmen normalerweise für raffinierte Kunstwerke und nicht für Gebrauchsgegenstände bekannt ist.

### Die Wiederherstellung des Bovet-Stils
Als das Unternehmen in den 1990er Jahren wieder mit der Herstellung von Uhren begann, entwickelte es einen einzigartigen Stil, der verschiedene Elemente der Taschenuhrform in seine Konstruktion einbezog, z. B. an den Bandanstössen, und der nach seiner Einführung im Jahr 1997 Auszeichnungen erhielt. Die meisten Bovet-Uhren verwenden heute diesen Markenstil. Die Uhren zeichnen sich durch hochwertige Emaillierungen (wie bei den Fleurier-Miniature-Painting-Modellen), Gravuren und ein Tourbillon mit 7-Tage-Automatik aus. Einzigartig sind die Bovet-Uhren auch deshalb, weil das Unternehmen traditionell weibliche Kunsthandwerker beschäftigt, was bei traditionellen Uhrenherstellern in Europa selten ist. Einige der modernen Bovet-Uhren in limitierter Auflage können mehr als 1 Million US-Dollar kosten, und der Käufer einer solchen Uhr wird in der Regel vom Unternehmen in die Produktionsstätte in der Schweiz geflogen, um den Produktionsprozess zu beobachten und die Kunsthandwerker kennenzulernen.

## Auszeichnungen (Auswahl)
- 1855: Weltausstellung in Paris, Goldmedaille in der Kategorie Luxus für ein Paar emaillierter Uhren, die vom Kaiser von China in Auftrag gegeben worden waren.[15]
- 2018 Aiguille d’Or des Grand Prix d’Horlogerie de Genève für die Grand Récital 22.[15]
- 2020 Grand Prix d’Horlogerie de Genève für die Récital 26 Brainstorm Chapter Two / Ladies’ Watch Award für die Uhr «Miss Audrey».[15]

## Patente und Innovationen (Auswahl)
- 1889 meldete Bovet ein Patent für einen Rücklaufchronographen an, der mit einem Sekundenzeiger, einem Minutenzähler und einem Stundenzähler ausgestattet war und Messungen von bis zu 24 Stunden ermöglichte.
- 1932–1939 meldete Bovet mehrere Patente für Chronographen an, wie z. B. den Mono Rattrapante: eine Vorrichtung, die den Sekundenzeiger für eine Ablesung anhielt, während der Mechanismus weiterlief.
- 1939 meldete Bovet weitere Patente an: für die Easel Watch, die es ermöglichte, eine Taschenuhr als Tischuhr zu verwenden, und für den Mono-Split-Second-Chronographen, der auch heute noch bei Sammlern sehr begehrt ist.[15]
- 2010 stellte Bovet das patentierte Amadéo-Convertible-Gehäuse vor, mit dem die Uhr ohne Werkzeug in eine Armbanduhr, eine Tischuhr und eine Taschenuhr (oder eine Halskettenuhr) verwandelt werden kann.
- 2014 lancierte Bovet das vollständig im eigenen Haus entwickelte und handgefertigte Kaliber Virtuoso II, das erste Uhrwerk, das nicht von einem Tourbillon reguliert wird.
- 2015 stellte Bovet zwei historische Zeitmesser vor: die Braveheart mit sechs Patenten und einer grossen Gangreserve von 22 Tagen sowie die 19Thirty, eine Hommage an die Taschenuhren der Familie Bovet aus den 1930er Jahren.[15]

## Sonstiges
1835 kaufte Édouard Bovets Schwiegersohn Henri-François Dubois-Bovet das im 14. Jahrhundert erbaute Schloss Môtiers als Firmensitz. 1957 schenkten es seine Urenkel dem Kanton Neuenburg. 2006 kaufte Pascal Raffy das Schloss zurück und richtete dort die erste Bovet-Montagewerkstatt ein.